# Hyphydrus schoutedeni
Hyphydrus schoutedeni är en skalbaggsart som beskrevs av Gschwendtner 1930. Hyphydrus schoutedeni ingår i släktet Hyphydrus och familjen dykare. Inga underarter finns listade i Catalogue of Life.